# Looker
Looker is een Amerikaanse sciencefictionfilm uit 1981, geschreven en geregisseerd door Michael Crichton. De hoofdrollen worden vertolkt door Albert Finney, James Coburn, Susan Dey en Leigh Taylor-Young. De film richt zich op de mysterieuze sterfgevallen van vrouwelijke modellen die plastische chirurgie hebben ondergaan. Deze sterfgevallen blijken verbonden te zijn met een sinistere technologische samenzwering. Het verhaal verkent thema's zoals media-manipulatie, consumptiecultuur en de rol van technologie in het vormen van schoonheidsidealen
De film is een vroege productie van The Ladd Company en onderscheidt zich door het baanbrekende gebruik van CGI. Looker was de eerste film die driedimensionale (3D) schaduwwerking met een computer produceerde, maanden vóór het verschijnen van Tron.

## Verhaal
Dr. Larry Roberts is een gerenommeerde plastisch chirurg in Beverly Hills met een clientèle van voornamelijk vrouwelijke televisie- en modellensterren. Zijn carrière komt onder druk te staan wanneer Lisa Convey, één van zijn patiënten, om het leven komt na een hypnotische trance veroorzaakt door een mysterieuze lichtflits. Dit lijkt aanvankelijk op zelfmoord, maar al snel raken Roberts en politie-luitenant Masters ervan overtuigd dat er meer aan de hand is.
Wanneer meer van Roberts' patiënten, waaronder Tina Cassidy, sterven onder verdachte omstandigheden, leidt het spoor naar Digital Matrix Inc. (DMI), een technologiebedrijf dat baanbrekende reclameproducties maakt. DMI gebruikt geavanceerde CGI om perfecte modellen te creëren en "Looker"-technologie om kijkers te manipuleren met lichtflitsen die hypnotische effecten veroorzaken. 
Samen met model Cindy Fairmont probeert Roberts het complot te ontrafelen. Ze ontdekken dat DMI-modellen, zoals Cindy, gebruikt om hun lichamen en gezichten te digitaliseren, zodat deze gebruikt kunnen worden voor perfecte reclamecampagnes zonder dat de modellen fysiek aanwezig hoeven te zijn. De modellen worden echter overbodig zodra hun digitale kopieën zijn gemaakt, wat hun leven in gevaar brengt. Roberts wordt zelf het doelwit van DMI's huurmoordenaars terwijl hij probeert Cindy te beschermen en bewijs tegen het bedrijf te verzamelen.
De climax speelt zich af tijdens een gala-evenement waar DMI hun nieuwe technologie aan investeerders onthult. Terwijl DMI's leider John Reston de controle lijkt te hebben, weet Roberts het systeem te saboteren en de waarheid bloot te leggen. Na een chaotische confrontatie wordt Reston uiteindelijk gestopt door de politie, en de samenzwering wordt beëindigd.

## Thema's en Techniek
Looker behandelt actuele thema's zoals de invloed van reclame en media op de maatschappij, vooral in het creëren van onrealistische schoonheidsnormen. De film was zijn tijd ver vooruit door het gebruik van CGI en het voorspellen van hoe technologie gebruikt zou kunnen worden om mensen te manipuleren.
Het gebruik van 3D-modellen in Looker was revolutionair voor zijn tijd. Hoewel de visuele effecten tegenwoordig als eenvoudig worden beschouwd, was de film een pionier op het gebied van digitale visuele effecten. Deze technologie werd niet alleen gebruikt om fictieve reclames te maken, maar ook om de duistere toekomst van mediamanipulatie te illustreren.

## Rolverdeling
| Acteur             | Personage         |
| ------------------ | ----------------- |
| Albert Finney      | Dr. Larry Roberts |
| James Coburn       | John Reston       |
| Susan Dey          | Cindy Fairmont    |
| Leigh Taylor-Young | Jennifer Long     |
| Dorian Harewood    | Luitenant Masters |
| Tim Rossovich      | Man met snor      |
| Darryl Hickman     | Dr. Jim Belfield  |
| Terri Welles       | Lisa Convey       |
| Terry Kiser        | Reclame-regisseur |
| Georgann Johnson   | Cindy's moeder    |
| Richard Venture    | Cindy's vader     |

## Productie
De film werd geregisseerd door Michael Crichton, bekend van eerdere werken zoals Westworld. Crichton begon in 1975 na te denken over het concept van Looker. Hij ontdekte dat een bedrijf in Texas destijds al experimenten uitvoerde met tomografie, een technologie die modellen in 3D kon weergeven.
Het was Leigh Taylor-Young's eerste film in acht jaar. De opnames vonden plaats in Los Angeles en in de Goldwyn Studios. Hoewel de film innovatieve ideeën en technologie bevatte, kreeg hij te maken met bezuinigingen en herbewerkingen, wat volgens acteur James Coburn leidde tot een inconsistente verhaallijn.

## Ontvangst
Bij de release in 1981 werd Looker slecht ontvangen door critici. Filmhistoricus Leonard Maltin noemde de film "een interessante premisse die logica mist en saai wordt uitgevoerd". Op Rotten Tomatoes heeft de film een beoordeling van 32% op basis van 22 recensies. Ondanks een budget van $8-12 miljoen bracht de film slechts $3,3 miljoen op in de Verenigde Staten.